# Dominique Vugts
Dominique Vugts est une joueuse de football internationale néerlandaise née le 3 novembre 1987 à Bois-le-Duc.

## Palmarès
- Vainqueur de la Supercoupe des Pays-Bas en 2010 avec le FC Utrecht
- Vainqueur de la Coupe de Belgique en 2015 avec le Lierse SK

### Bilan
- 2 titres